# Весілля пані лисиці
«Весілля пані лисиці» (нім. Die Hochzeit der Frau Füchsin) —  дві казки, опубліковані братами Грімм у збірці «Дитячі та сімейні казки» (1812, том 1, казка 38). Згідно з класифікацією казкових сюжетів Аарне-Томпсона має номер 65, 1350, 1352* та 1510.
Другу версію казки брати Грімм почули від Людовіка Брентано Жорді (Ludovico Brentano Jordis), який також записав для них казку «Лев і жаба».

## Сюжет
У першій версії казки старий Лис, що має дев'ять хвостів, вдає свою смерть, щоб випробувати на вірність свою дружину. Пані Лисиця відмовляє всім кавалерам, які мають менше хвостів. Коли вже доходить до заручин із лисом, що також має дев'ять хвостів, старий лис прокидається і виганяє всіх разом з пані Лисицею зі свого дому. 
У другій версії, старий Лис помирає, а до пані Лисиця один за одним навідуються кавалери: вовк, собака, олень, заєць, ведмідь та лев. Вона відмовляє всім, бо жоден з них не рудий і не має гострого писочка. Коли нарешті приходить молодий Лис, вони справляють весілля.